# M&M (časopis)
M&M je časopis určený pro studenty středních škol a odpovídajících ročníků víceletých gymnázií se zájem o matematiku, fyziku a informatiku. Časopis je zastřešen Matematicko-fyzikální fakultou Univerzity Karlovy v Praze a podporován středočeskou pobočkou Jednoty českých matematiků a fyziků. Je vydáván studenty fakulty a probíhá formou korespondenčního semináře.

## Průběh soutěže
V každém vydaném čísle vychází několik úloh bodově ohodnocených podle obtížnosti. Řešitelé je zasílají na adresu semináře a obratem je jim vráceno opravené spolu s autorským řešením. V některých číslech jsou vyhlášena tzv. témata, která nabádají účastníky soutěže k rozvíjení rozsáhlejší myšlenky. Autoři řešení mohou přitom na sebe navzájem reagovat. Témata jsou bodována podle kvality příspěvku.